# Opisthoprora euryptera
Colibri-alfaiate-andino ou beija-flor-agulha (Opisthoprora euryptera) é uma espécie de ave da família Trochilidae (beija-flores).
Pode ser encontrada nos seguintes países: Colômbia, Equador e Peru.
Os seus habitats naturais são: regiões subtropicais ou tropicais húmidas de alta altitude.